# Aviváž
Aviváž (franc. avivage, oživení) je v textilním průmyslu mokrý chemický proces, kterým se oživují barvy textilií.
Název se v češtině jako metafora přenesl i na chemické látky a přípravky, které se přidávají do vody během praní prádla za účelem jeho změkčení, zamezení vzniku elektrostatického náboje na látce a dodání příjemné vůně prádlu. Moderní pračky mají oddělený zásobník na aviváž, která se většinou přidává během pracího cyklu k poslednímu máchání.